# ジェファーソン・ペレス

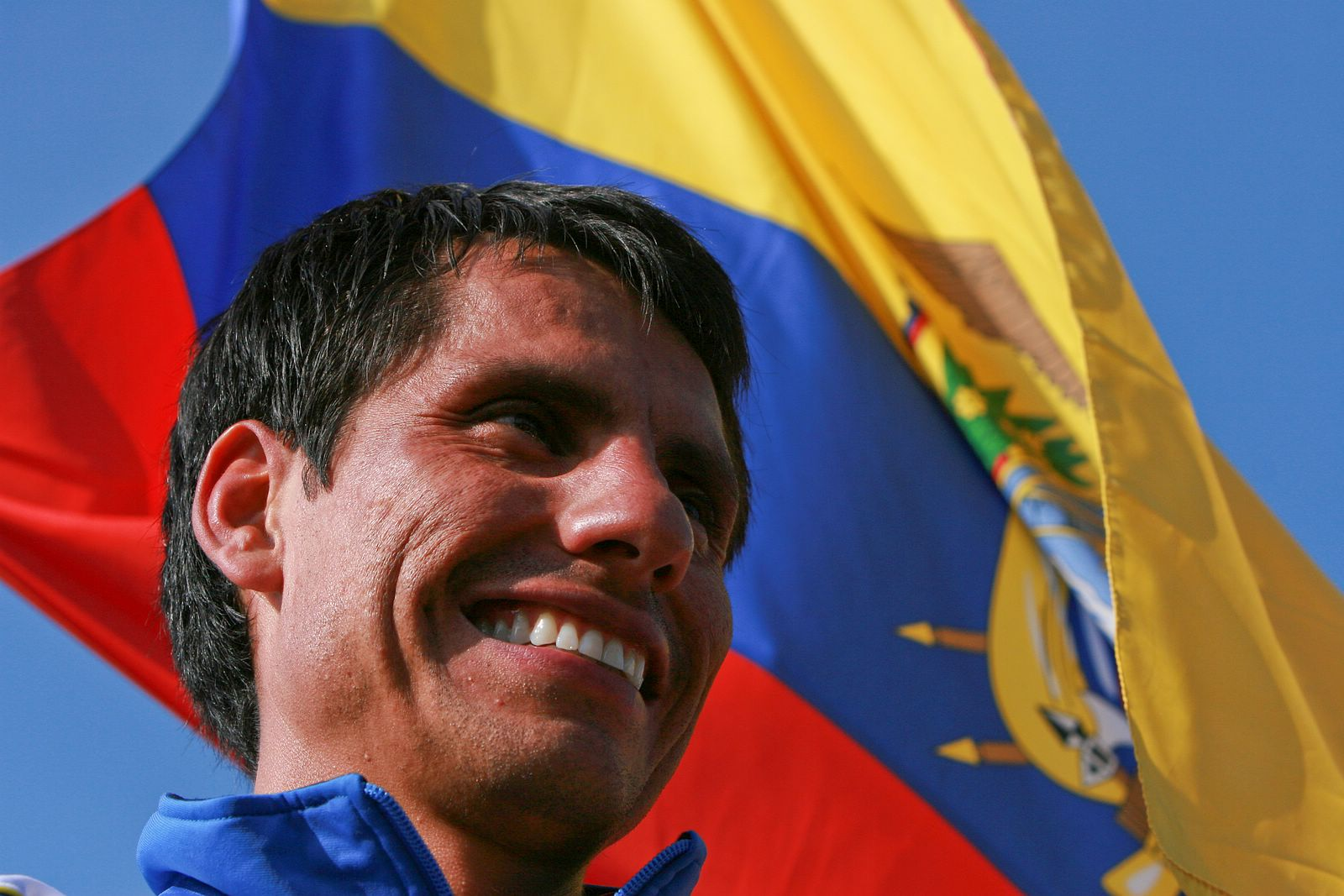
ジェファーソン・ペレスとエクアドルの国旗。

ジェファーソン・ペレス（Jefferson Leonardo Pérez Quezada, 1974年7月1日 - ）は、エクアドルの元競歩選手、元20キロメートル競歩世界記録保持者。記録もさることながら、美しいフォームは各国選手の手本とされ、“歩く世界遺産”と呼ばれる。

## 競歩での活躍
ペレスは1992年世界ジュニア陸上選手権男子10000m競歩で優勝し、世界の注目を浴びた。
1996年アトランタオリンピックにおいて男子20km競歩で金メダルを獲得、競歩史上最年少の金メダリストとなる。この金メダルはオリンピックでエクアドルが獲得した初のメダルでもあった。
2003年世界陸上選手権（パリ）においてペレスが記録した1時間17分21秒は、当時の男子20キロ競歩の世界最高タイムであり世界陸上選手権の大会記録となっている。2007年世界陸上選手権（大阪）で世界陸上3連覇という偉業を成し遂げた。
なお、ペレスはワールドカップ競歩でも3連覇している。
2008年北京オリンピック男子20キロ競歩でも銀メダルを獲得し、同年、ペレスは現役を引退した。オリンピックには5回も出場している。

### 主な成績
- 1992年 世界ジュニア陸上選手権 優勝
- 1992年 バルセロナオリンピック 途中棄権
- 1996年 アトランタオリンピック 金メダル
- 1997年 ワールドカップ競歩 優勝
- 1999年 世界陸上 銀メダル
- 2000年 シドニーオリンピック 4位
- 2002年 ワールドカップ競歩 優勝
- 2003年 世界陸上 金メダル
- 2004年 ワールドカップ競歩 優勝
- 2004年 アテネオリンピック 20キロ4位、50キロ12位
- 2005年 世界陸上 金メダル
- 2006年 ワールドカップ競歩 2位
- 2007年 世界陸上 金メダル
- 2008年 北京オリンピック 銀メダル

## エピソード
フジテレビ系列番組「トリビアの泉 〜素晴らしきムダ知識〜」（2005年11月9日放送）に出演した。内容は以下。   
- トリビアの種No.106「駅まで徒歩5分の距離を競歩の世界記録保持者が歩くと徒歩［　］分で行ける」。荒川区内のアパートから三ノ輪橋停留場までの徒歩5分の道のりを1分55秒で歩いた。
- トリビアの種No.107「競歩の世界記録保持者が身の危険を感じた時、競歩で逃げるか走って逃げるか」。神奈川県愛甲郡の三増公園陸上競技場で撮影の名目のもと、刑務所からサムライが脱獄したとのドッキリを行い、競技場に現れたサムライからどのように逃げるかの検証を行ったところ、走って逃げた。ペレスいわく、競歩よりも走った方が少し速いとのこと。